# Варена
Варена (литв. Varėna, рус. Ораны, пољ. Orany) је град у Литванији, у јужном делу земље. Варена је седиште истоимене општине Варена у оквиру округа Алитус.
Варена је по последњем попису из 2010. године имала 10.106 становника.